# Hyles euphorbiae
Hyles euphorbiae ili mlečikar noćni je leptir iz porodice ljiljaka (Sphingidae). Nativan je za Evropu i delove severne Afrike.

## Biologija i ekologija vrste

### Stanište
Vrsta preferira otvorena, čak i nutrijentima osiromašena staništa, poput kamenitih livada, krečnjačkih i peskovitih terena. Populacije su brojnije suvljih i toplijih godina. I latinski i srpski naziv vrste ukazuju na biljku hraniteljku, te se Hyles euphorbiae u larvenom stadijumu hrani mlečikama (rod Euphorbia), pri je čemu je često beležena vrsta Euphorbia cyparissias. U Severnoj Americi je gusenica ovog noćnog leptira korišćena i u svrhe biološke kontrole u slučajevima prenamnoženja invazivne vrste mlečike Euphorbia virgata.

### Opis razvojnih stadijuma i životni ciklus
Jaje je sferično, sjajno, plavičasto zelene boje. Za razliku od ostalih ljiljaka koje jaja po pravilu polažu pojedinačno, jaja ove vrste beležena su i u malim grupama. Locirana su na vrhovima izdanaka biljke hraniteljke. Izležu se desetak dana po polaganju. Mlade gusenice L1 larvenog stupnja odlikuju crno telo, crna trnolika struktura (rog) na kaudalnom kraju tela i crna glava. Već po prvom preasvlačenju, gusenica dobija svetlu boju i  karakterističnan obrazac: bela okrugle markacije raspoređene u dva reda, subdorzalno i supraspirakularno, u kontrastu sa crnim poljima okolo. Rog ostaje crn. Sledeće presvlačenje i L3 stupanj donose još izraženiji aposematski obrazac, a osnova roga postaje svetlija. Vidljiva je i svetlo žuta mediodorzalna linija. Glava je prošarana svetlijim poljima. L4 stupanj karakteriše rog koji crnu boju ima još samo pri vrhu, dok je većim delom žut. Zrela gusenica je veličine do 80mm, i pored karakterističnog obrasca koji uključuje belu, žuto-zelenu i crnu boju, gusenica ima i crvenkaste delove: ekstremitete, lažne nožice, skoro čitav ro, analni segment, subspirakularne markacije  i veliki deo glavene kapsule. Treba imati u vidu da je Hyles euphorbiae izrazito polimorfna vrsta, što važi i za gusenicu, te su intentizet boja i njihovo smenjivanje kroz razvoj podložni variranju. Zrela gusenica hrani se slobodno i dostupno na lišću hraniteljke oslanjajući se na svoj aposematski obrazac i zaštitu koju on donosi. Uznemirena gusenica će iz usta ejektirati iritativnu zelenu tečnost i kretaće se karakteristično zabacujući kaudalni deo. Pre ulutkavanja, gusenice prelaze i veće razdaljine kako bi pronašle pogodno mesto,. Lutka može biti na površini, u stelji ili plitko ukopana, žućkasto smeđe boje i relativno grube strukture. Zaštićena je tankim, labavo upletenim kokonom. Trajanje ovog stadijuma zavisi od toga da li na određenom geografskom području Hyles euphorbiae ima jednu ili dve generacije. U oba slučaja, lutka je stadijum koji prezimljava.

### Odrastanje
Raspon krila je do 85mm. Obrazac na krilima još jednom pokazuje njihovu polimorfnost. Osnovna boja prednjih krila je svetlo smeđa sa crvenkastim poljima, a u zavisnosti od forme mogu se naći i primerci sa različitim primesama i različitim intenzitetom markacija. Danju se odmaraju među niskom vegetacijom ili na samom tlu. Lete u kratkim intervalima posle sumraka. Po pronalaženju adekvatnog partnera, jedinke ostaju u kopulacionom položaju oko tri sata. Adulti se hrane nektarom mnogih cvetnica poput petunije, noćurka, lisičine, pucavice i slično.

## Podvrste
- (Srednji Istok)